# Punta Médanos Negros
Punta Médanos Negros är en udde i Argentina.   Den ligger i provinsen Santa Cruz, i den södra delen av landet, 1 600 km söder om huvudstaden Buenos Aires.
Terrängen inåt land är platt. Havet är nära Punta Médanos Negros österut. Trakten är glest befolkad. Det finns inga samhällen i närheten. 